# Iduberga
Iduberga (auch: Ida, Itta; * 592; † 8. Mai 652 in Nivelles) wird als Heilige in der römisch-katholischen Kirche verehrt.
Sie war die Tochter eines aquitanischen Herzogs. Ihr Gemahl war Pippin der Ältere. Auch ihre Töchter Gertrud und Begga werden als Heilige verehrt. Ein Sohn war Grimoald. Die Behauptung der Vita S. Modoaldi (1107), der Bischof von Trier Modoald sei Idubergas Bruder gewesen, wird inzwischen als spätere Fälschung angesehen.
Nach dem Tod ihres Ehemannes 640 stiftete Iduberga die Abtei Nivelles, wo sie seitdem als Nonne lebte. Sie ließ Reliquien und Bücher aus Rom und „von jenseits des Meeres“ kommen. Wenig später gründete sie ein zweites Kloster in Fosses (heute: Fosses-la-Ville), das ausschließlich von Iren besiedelt wurde. Nach ihrem Tod wurde ihre Tochter Gertrud von Nivelles Äbtissin in Nivelles und schenkte das Kloster dem Heiligen Foillan.
Der Festtag der Heiligen Iduberga ist der 8. Mai.